# Білл, герой Галактики
«Білл, герой Галактики» (англ. Bill, the Galactic Hero) — це сатиричний науково-фантастичний роман Гаррі Гаррісона, вперше опублікований в 1965 році.
Гаррісон повідомляв, що до нього звернувся ветеран В'єтнамської війни, який схарактеризував Білла як «єдину книгу, правдиву про військову службу».

## Короткий сюжет
Білл був підлітком на фермі на маленькій відсталій сільськогосподарській планети, коли його одурманили, загіпнотизували, потім засунули в космічний десант і направили на навчання відповідно до інструктора з іклами по імені Десвіш Дранг. Переживши навчальний табір, він переходить на службу як зарядник зброї на флагмані космічного флоту в битві з чінгерами, расою невеликих рептилоїдів. Поранений і майже знищений разом з флотом, він стріляє у присутності офіцера і проголошений героєм.
Його відправляють на місто-планету Геліор отримувати нагороду — медаль від імператора. Його план міста крадуть на екскурсії; оскільки йому треба декілька днів, щоб повернутися в транзитний центр, коли він прибуває, виявляється, що він оголошений дезертиром після того, як пропустив свій транспорт. Він тікає у глибини міста, де він спочатку потрапляє у банду таких же «депланованих» злочинців, потім знаходить роботу у службі утилізації сміття Геліора. Його примусово залучають як шпигуна для проникнення у бездарно організовану змову анархістів, що веде до його арешту.
Він вирушає до тюремного загону, який працює на планеті, де триває війна між людьми та чінгерами. Втікши під час нападу, він рятує деяких ув'язнених і зустрічає вмираючого Десвіш Дранга. Потім він відстрілює власну ногу, щоб вибратися з планети. Розповідь проходить повне коло, коли Білл, з штучною ногою та іклами Десвіш Дранга, повертається на рідну планету і вербує свого молодшого брата у десант (адже умовою зменшення строку його власного призову є вербовка нових солдатів).

## Серія
З 1989 по 1992 рік були опубліковані шість продовжень:
- Перше, «Білл, герой Галактики, на планеті роботів-рабів» (англ. Bill, the Galactic Hero on the Planet of Robot Slaves, 1989 р.), написане самам Гаррі Гаррісоном.

Після цього, продовження писали інші письменники під редакцією Гаррісона. Гаррі Гаррісон висловив своє розчарування серією в інтерв'ю Брайану Ірланду, процитоване у Ireland On-Line:
«В Штатах у них є така річ, яка називається „арендне землеробство“, коли у вас є серія або персонаж, а інші письменники роблять роботу з ними […] Я ніколи не хотів цим займатися, мені це не цікаво. Але один із видавців сказав, цитуючи мої слова про порнографію насильства: Гаррі, чому б нам не зробити серію „Білл, герой Галактики“ та насправді зробити деяку антивоєнну пропаганду замість всього про-воєнного. Тож кінець-кінцем вони мене вмовили. Другу книгу — „Білл, герой Галактики, на планеті роботів-рабів“ — я написав сам, і це було дуже весело. Якби вони всі могли бути такі. Але ні, ні. Ми всі робимо помилки. Я професійний письменник. Я заробляю цим на життя. Ці книги єдині, де я зробив це неправильно.»
- Друге продовження, «Білл, герой Галактики, на планеті консервованих мізків» (англ. Bill the Galactic Hero on the Planet of Bottled Brains, 1990 р.), вказує авторами Роберта Шеклі і Гаррі Гаррісона.
- Третє, «Білл, герой Галактики, на планеті позбавлених смаку задоволень» (англ. Bill the Galactic Hero on the Planet of Tasteless Pleasure, 1991), вказує авторами Девіда Бішофа і Гаррі Гаррісона.
- Четверте, «Білл, герой Галактики, на планеті зомбі-вампірів» (англ. Bill the Galactic Hero on the Planet of Zombie Vampires, 1991 р.), вказує авторами Джека Сі. Холдемана і Гаррі Гаррісона.
- П'яте, «Білл, герой Галактики, на планеті десяти тисяч барів» (англ. Bill the Galactic Hero on the Planet of Ten Thousand Bars, 1991 р.), вказує авторами Девіда Бішофа і Гаррі Гаррісон (також опублікована з назвою: «Білл, герой Галактики, на планеті хіпі з пекла»)
- Шостий, «Білл, герой Галактики: фінальна незв'язна пригода» (англ. Bill the Galactic Hero: The Final Incoherent Adventure, 1991 р.), вказує авторами Девіда Гарріса і Гаррі Гаррісона

Коротке оповідання «Веселе свято Білла, героя Галактики» (англ. Bill, the Galactic Hero's Happy Holiday) пера Гаррі Гаррісона з'явилось у «Галактичних мріях» (англ. Galactic Dreams, 1994 р.).

## Елементи сюжету

### Привід розширення
Стандартними способами подолання обмежень теорії відносності в науковій фантастиці 1950-х і 1960-х років були гіперпростір, підпростір і викривлення простору. Внеском Гаррісона був «привід розширення» (англ. Bloater Drive). Принцип його роботи — розширення відстаней між атомами корабля доки він не матиме розмір, що охоплює шлях до пункту призначення, після чого відстань між атомами скорочується, відновлюючи корабель у колишньому розмірі, але на новому місці. Випадковим побічним ефектом є те, що люди на кораблі деколи бачать, як планета в мініатюрі дрейфує через корпус.

### Bowb
В серії Гаррісон представив новий евфемізм, «bowb» для представлення вульгарності, необхідної для того, щоб точно зобразити армійське життя, і він широко використовується у серії.

## Екранізація
За словами режисера Алекса Кокса, «Білл, герой Галактики» розглядався для знімання в середині 1980-х років, але ніколи не дійшов до проєкту фільму. Перед смертю в 2012 році, Гаррісон дав Коксу «академічну ліцензію», щоб створити студентську кіноверсію роману з його студентами в університеті Колорадо в Боулдері . У березні 2013 року, Кокс запустив на Kickstarter кампанію, сподіваючись підняти $100 000 на знімання фільму. Кокс вдалося зібрати понад бюджет і залучити ряд кінопрофесіоналів до співпраці на основі роялті. До фільму був написаний і станом на серпень 2013 року у продакшені; прем'єра фільму відбулася в Боулдері 12 грудня 2014 року і отримала позитивні відгуки.

## Переклади українською
- Гарі Гаррісон. Білл, герой Галактики / пер. з англійської Олександр Коваленко // Всесвіт. — 1991. — № 5. — С. 3–80.